# Dominator (W.A.S.P.)
Dominator è il tredicesimo album studio della band heavy metal W.A.S.P., pubblicato il 16 aprile 2007.

## Il disco
L'uscita del disco, inizialmente prevista per il mese di settembre del 2006, è stata più volte posticipata.
Secondo quanto annunciato inizialmente, nel disco avrebbero dovuto comparire anche due cover. La prima sarebbe stata Burn dei Deep Purple, mentre la seconda, che avrebbe dovuto essere la traccia conclusiva del disco, sarebbe stata Fortunate Son dei Creedence Clearwater Revival.

## Tracce
1. Mercy
2. Long, Long Way to Go
3. Take Me Up
4. The Burning Man
5. Heaven's Hung in Black
6. Heaven's Blessed
7. Teacher
8. Heaven's Hung in Black (Reprise)
9. Deal with the Devil

## Formazione
- Blackie Lawless - voce, chitarra
- Doug Blair - chitarra
- Mike Dupke - batteria
- Mike Duda- basso, coro
- Darrell Roberts - chitarra (nella canzone "Deal with the Devil")